# Wilhelm Zimmerer
Wilhelm Zimmerer (* 11. Juni 1884 in Roßlau; † 29. Januar 1951 in Ansbach) war ein deutscher Politiker (SPD). Er war von 1928 bis 1932 und von 1950 bis 1951 Mitglied des Bayerischen Landtages.

## Leben
Zimmerer besuchte die Volks- und Waldbauschule von 1898 bis 1902 und verrichtete anschließend von 1902 bis 1904 Militärdienst. Im Ersten Weltkrieg diente er von 1914 bis 1916 im 19. Bayerischen Infanterie-Regiment als Unteroffizier. Er wurde im Krieg verletzt und war in der Kriegsbeschädigten-Bewegung aktiv und trat 1918 in die SPD ein. Von 1918 bis 1933 arbeitete er als staatlicher Forstverwalter in Durach. Zudem war er bis 1933 Vorstandsmitglied des Deutschen Försterbundes und stellvertretender Vorsitzender des Vereins der mittleren Forstbeamten Bayerns.
Er war vom 26. Juni 1928 bis um 7. April 1932 für den Stimmkreis Kempten-Sonthofen, Kaufbeuren-Füssen-Markt-Oberdorf/Schw Mitglied des Bayerischen Landtages. Im Jahr 1933 nahmen ihn die Nazis gefangen und er kam in die Gefangenenanstalt Landsberg sowie das Konzentrationslager Dachau. Er wurde von Durach nach Weihenzell strafversetzt. Nach dem Krieg war er von 1945 bis 1949 als Forstamtmann der Leiter des Forstamtes Ansbach und außerdem Mitglied des Kreistages und Kreisausschusses Ansbach sowie der Mitgründer der Gewerkschaft und SPD Ansbach.
Zimmerer war vom 11. Dezember 1950 bis zu seinem Tod am 29. Januar 1951 für erneut Mitglied des Bayerischen Landtages. Der für den Wahlkreis Schwaben in den Landtag eingezogene Abgeordnete war Mitglied des Ausschusses für Ernährung und Landwirtschaft.